# Тимошино (Крым)
Тимошино (укр. Тимошине, крымскотат. Timoşino, Тимошино) — исчезнувшее селение (хутор) в Красноперекопском районе Республики Крым, располагавшееся на севере района, на Перекопском перешейке, примерно в 3 километрах к северо-востоку от современного села Филатовка.

## История
Первое документальное упоминание селения встречается в Статистическом справочнике Таврической губернии. Ч.II-я. Статистический очерк, выпуск пятый Перекопский уезд, 1915 год, согласно которому на хуторе Тимофеевка (Тимошина) Воинской волости Перекопского уезда числилось 2 двора с русским населением в количестве 15 человек приписных жителей и 4 «посторонних».
После установления в Крыму Советской власти, по постановлению Крымревкома от 8 января 1921 года № 206 «Об изменении административных границ» была упразднена волостная система, Перекопский уезд переименовали в Джанкойский, в котором был образован Ишуньский район, в состав которого включили село, а в 1922 году уезды получили название округов. 11 октября 1923 года, согласно постановлению ВЦИК, в административное деление Крымской АССР были внесены изменения, в результате которых округа были отменены, Ишуньский район упразднён и село вошло в состав Джанкойского района. Согласно Списку населённых пунктов Крымской АССР по Всесоюзной переписи 17 декабря 1926 года, на хуторе Тимошино (Тимошевка), Армяно-Базарского сельсовета Джанкойского района, числилось 3 двора, население составляло 19 человек, все русские. Постановлением ВЦИК от 30 октября 1930 года был восстановлен Ишуньский район (есть данные, что 15 сентября 1931 года и село включили в его состав. На подробной карте РККА северного Крыма 1941 года на месте хутора отмечены развалины